# Altruismus

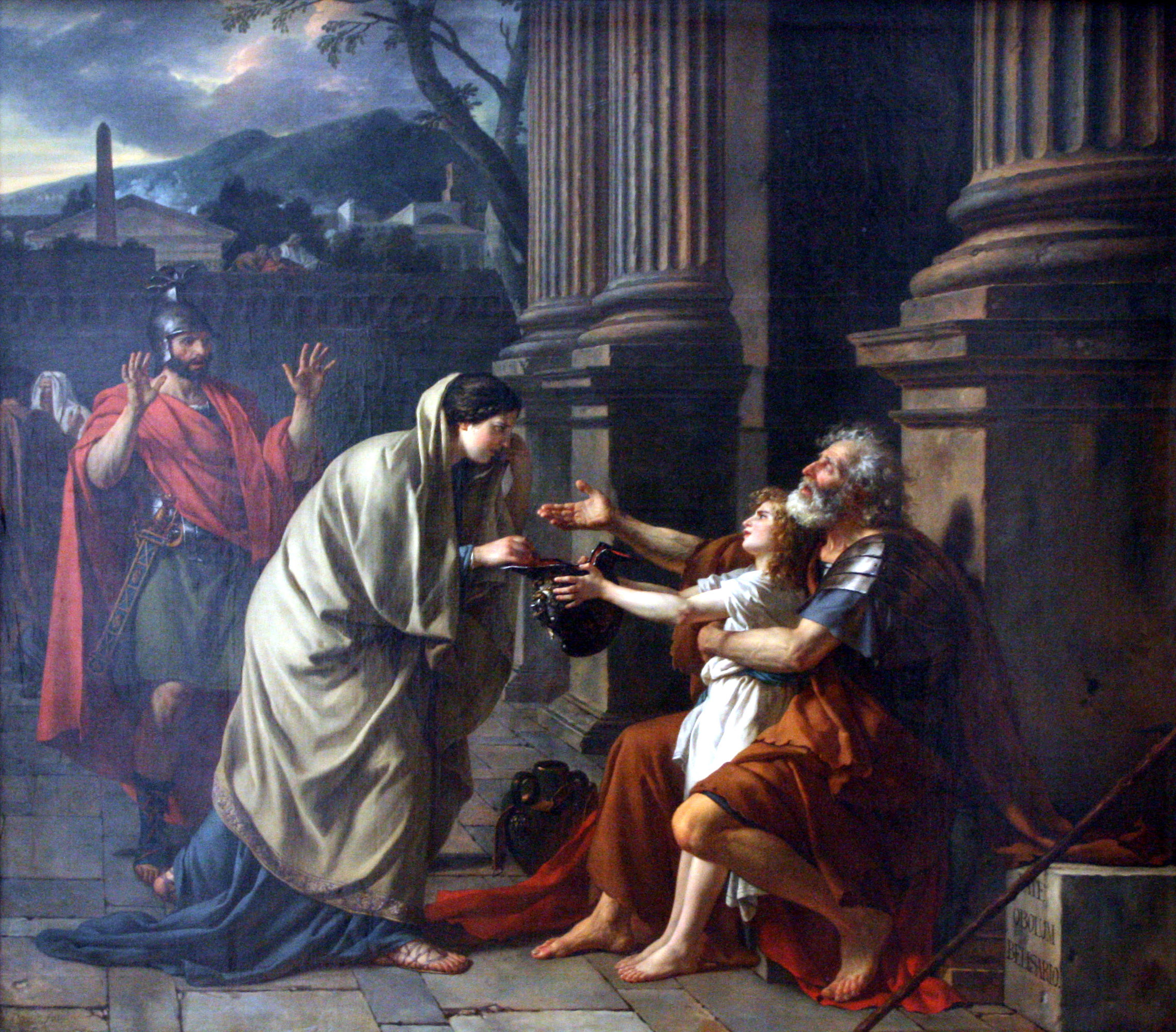
Viele Kulturen sehen die Almosenvergabe an Arme als altruistisch an

Altruismus (lateinisch alter ‚der andere‘) bedeutet in der Alltagssprache „Uneigennützigkeit, Selbstlosigkeit, durch Rücksicht auf andere gekennzeichnete Denk- und Handlungsweise“, kann bis heute jedoch nicht allgemeingültig definiert werden. Der Begriff ist nach seinem „Schöpfer“ Auguste Comte ein Gegenbegriff zu Egoismus und umfasse demnach eine absichtliche Verhaltensweise, die einem Individuum zugunsten eines anderen Individuums mehr Kosten als Nutzen einbringe.
Andere Autoren, wie beispielsweise Humberto Maturana, Charlie L. Hardy und Mark van Vugt oder David Miller und David Kelley gehen davon aus, dass altruistisches Handeln zwar nicht mit einem unmittelbaren Nutzen oder Gegenwert verknüpft sein muss, aber schließlich – auf lange Sicht – der Vorteil des Handelnden größer sei als die aufgewendeten Kosten. Wissenschaftler wie Jonathan Seglow legen in ihrer Definitionsvariante dar, dass Altruismus nicht erzwungen werden könne, ohne seinen altruistischen Charakter zu verlieren. Daraus wird geschlossen, dass altruistisches Verhalten eine freiwillige Handlung und somit eine freie Entscheidung des Handelnden darstelle. Altruistisches Verhalten kann ein Leitbild bzw. Ideal im religiösen Kontext wie Nächstenliebe darstellen.

## Altruistisches Verhalten
Altruistische Verhaltensweisen wurden – mit Hilfe der jeweils gewählten Begriffsdefinition bzw. erdachten Interpretation – bei Menschen und verschiedenen Tierarten „nachgewiesen“; eine 2009 publizierte Studie schreibt Altruismus auch Pflanzen zu, und 2010 wurde in der Zeitschrift Nature altruistisches Verhalten bei Bakterien beschrieben. Altruismus ist nach einer weiteren Definitionsvariante nicht zwingend willentlich, moralisch, idealistisch oder normativ begründet, sondern kann auch Bestandteil des angeborenen Verhaltens eines Individuums sein.
Eine andere, eingeschränktere Interpretation von Altruismus ist – bei Anwendung einer Definition ausschließlich für den Menschen – die „willentliche“ Verfolgung der Interessen oder des Wohls anderer oder des Gemeinwohls. Altruistisches Handeln wird auch mit selbstlosem Handeln gleichgesetzt. Dabei bleibt der Aspekt des Ziels der Handlungen, die aus Selbstlosigkeit erfolgen, unberücksichtigt. Die Auffassung als reine Selbstlosigkeit betont stattdessen die Zurückstellung eigener Anliegen bis hin zur Selbstaufopferung. Die erlebte Aufhebung und Interessenbalance zwischen Egoismus und Altruismus wird auch als Liebe bezeichnet. Neben Selbstlosigkeit ist Uneigennützigkeit ein weiteres Synonym für Altruismus. Die Sozialpsychologie spricht von prosozialem Verhalten (siehe unten). Ein Beispiel für eine altruistisch ausgerichtete Organisation sind die Ärzte ohne Grenzen.

## Arten und Formen des Altruismus

### Brutpflegeverhalten
Wenn Individuen selbstlos Nachteile in Kauf nehmen, um anderen zu helfen, gilt dies in Bezug auf menschliches Verhalten als altruistisch. Beim Verhalten von Tieren verwenden Biologen diesen Begriff nur dann, wenn dieses Verhalten nicht den eigenen Nachkommen zugutekommt. Die Evolutionsbiologie definiert die (reproduktive) Fitness eines Verhaltens danach, wie es sich auf die zu erwartende Zahl der individuellen Nachkommen auswirkt. Kooperatives Verhalten, das die Anzahl der eigenen Nachkommen erhöht, gilt danach nicht notwendigerweise als Altruismus. Die bei vielen Tierarten sowie auch beim Menschen beobachtete Brutpflege, also die Hilfe für den eigenen Nachwuchs, gilt daher nur beim Menschen als ein möglicher Fall von Altruismus. „Echter“ Altruismus wäre es, biologisch betrachtet, nur dann, wenn das helfende Individuum echte Fitness-Nachteile erleidet, d. h. wenn sein Verhalten die eigene direkte Nachkommenzahl vermindert.

### Moralischer und normativer Altruismus
Ein moralischer Altruist handelt prinzipiengeleitet altruistisch. Ein Beispiel für solch ein Prinzip ist der Kategorische Imperativ Kants. Verinnerlichte Moral kommt in der Gewissensstimme zum Ausdruck, der zu folgen zu altruistischem Handeln führen kann. Der moralische Altruist ist nicht mit dem „Moralapostel“ zu verwechseln: der predigt mehr, als dass er selbst ein Vorbild eines richtig oder gut Handelnden abgeben würde.
Gerechtigkeit ist einer der höchsten Werte unserer Gesellschaft. Wir handeln oft altruistisch um der Gerechtigkeit willen. Dazu gehört auch der Einsatz für Menschen, die ungerecht behandelt werden oder unter ungerechten Lebensverhältnissen zu leiden haben. Gerechtigkeit ist eine meist verinnerlichte soziale Norm.
Auch wenn wir nicht aufgrund von verinnerlichten Werten altruistisch motiviert sind, handeln wir oft altruistisch, weil dies von uns erwartet wird. Wenn z. B. ein Mensch auf der Straße zusammenbricht, wird erwartet, dass andere zu Hilfe eilen. Welche Motive sie dabei haben, ist zweitrangig. Ein Motiv für den Helfenden kann sein, den Erwartungen der Mitmenschen zu entsprechen, d. h. sich entsprechend einer sozialen oder sogar juristischen Norm (siehe unterlassene Hilfeleistung) zu verhalten.
Ein Handeln, das über die Befolgung von Pflichten oder Erwartungen hinausgeht und so gewissermaßen den Titel Altruismus im Sinne von Außerordentlichkeit erst eigentlich verdient, bezeichnet man auch als supererogatorisches Handeln.
Ebenfalls zu unterscheiden ist nur scheinbar gutes, tatsächlich aber berechnendes Handeln.

### Sympathie-Altruismus
Nicht alle Formen der Sympathie setzen Empathie voraus; z. B. weckt Schönheit oft Sympathien; Empathie ist hier nicht erforderlich, da Schönheit offen liegt oder offen zu liegen scheint. Wohlwollen und Mitleid sind jedoch nicht denkbar ohne ein empathisches Vermögen. Ein ganz wesentlicher Unterschied zwischen moralischem oder normativem Altruismus und Wohlwollen ist, dass Wohlwollen freiwillig ist und nicht in einem Sollen gründet. Handeln nach Prinzipien und Normen führt implizit die Botschaft mit sich, andere sollten auch so handeln. Wohlwollen ist jedoch allenfalls eine Einladung zur Nachfolge. Während im moralischen Altruismus die Tendenz liegt, anderen ihre Eigennützigkeit vorzuhalten, erkennt der Wohlwollende diese Eigennützigkeit an und bedient sie großzügig. Einen Altruisten aus Wohlwollen, dessen Wirkungskreis über den engeren Rahmen von Verwandtschaft, Nachbarschaft, Freundes- und Bekanntenkreis hinausgeht, bezeichnet man auch als Philanthropen (Menschenfreund).
Vom Handeln aus Wohlwollen ist das Handeln aus Mitleid zu unterscheiden. Auch „Schopenhauer behauptet, dass, wer einmal den Zusammenhang aller Wesen durchschaut habe, des Egoismus unfähig sei, weil er erkannt habe, daß jedes Leid, das er anderen zufüge, ihn selbst treffe; er könne keinen Unterschied mehr zwischen sich und den anderen machen, deren Förderung ja die eigene sei.“ (Georg Simmel)

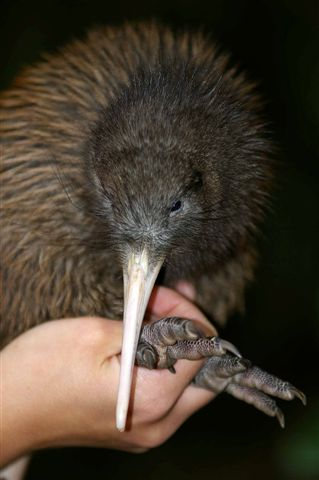
Tierschutz (ein Kiwi)

In einem weniger anspruchsvollen und umfassenden Sinn wird dieses Phänomen in der Sozialpsychologie als Self-Other-Merging bezeichnet. Auch wenn viele Definitionen des Altruismus davon ausgehen, dass Altruismus mit einem Opfer verbunden ist, kann man beim Handeln aus Mitleid nur eingeschränkt von Opfer sprechen, weil durch die Identifikation mit dem Menschen oder auch Tier in Not die Getrenntheit zwischen Ego und Alter aufgehoben ist. Diese Erkenntnis formulierte Johann Wolfgang von Goethe in seinem Gedicht: „Willst Du glücklich sein im Leben, trage bei zu anderer Glück; denn die Freude, die wir geben, kehrt ins eigene Herz zurück.“
Abgesehen von Wohlwollen und Mitleid erfolgt altruistisches Handeln oft ganz einfach aus Zuneigung oder generalisierter Dankbarkeit dem Leben gegenüber.

### Rationaler Altruismus
Will man nicht von vornherein Altruismus als rational nicht fassbare Liebe ansehen, fragt sich, wie es um die Rationalität des Altruismus bestellt ist. Diesbezügliche Untersuchungen beziehen Rationalität meist auf die Konsequenzen, die das altruistische Verhalten oder Handeln für den Handelnden selbst, oder für das Gemeinwohl hat. Rationalität kann sich auch auf das Verhältnis der Beteiligten beziehen, auf einen Ausgleich zwischen Eigeninteressen und denen anderer.
Es gibt auch andere Konzepte von rationalem Altruismus, die diesen auf eine objektive Basis stellen (z. B. Prinzipien, Normen und Werte). Das dann meist als moralisch oder ethisch aufgefasste Handeln wird in diesem Fall nicht auf eine individuelle Interessenverfolgung bezogen, sondern hat seine Rationalität in dem Wert, dem das Handeln nach solchen Richtlinien objektiv zukommt. Die Rationalität liegt dann im Wert des Handelns selbst, etwa als tugendhaft, ohne Berücksichtigung der Konsequenzen.

#### Klugheitsaltruismus
Eine Lebensweisheit ist, dass Egoisten gut beraten sind, Altruisten zu sein oder als solche zu erscheinen, weil sie dadurch den größten Profit machen. Aber wie steht es objektiv damit?
Einen anspruchsvollen Versuch, moralische Intuitionen des richtigen und guten Handelns als rational begründet im Eigeninteresse (prudentielle [von lat. prudentia – Klugheit] intrinsische Wünschbarkeit) des Handelnden auszuweisen unter Berücksichtigung der subtilsten psychischen Phänomene legte der Philosoph Christoph Lumer vor.

#### Reziproker Tausch
Die Rationalität des reziproken Tausches ist offensichtlich. Obwohl das Handeln sich meist an der Reziprozitätsnorm (Gerechtigkeit, Fairness) orientiert und nicht eine genaue Verrechnung von Leistung und Gegenleistung vorgenommen wird, geht es darum, die Ausnutzung von Altruisten durch Egoisten zu verhindern, damit die Tauschprozesse fortgesetzt werden können. Reziprozität ist ein Mittel, Ausnutzung zu unterbinden.

#### Generalisierter Tausch
Generalisierte Tauschsysteme sind dadurch charakterisiert, dass sie auf einseitigen Leistungen ohne direkte Gegenleistung beruhen. Sie können offen (jeder kann als Leistungsempfänger teilnehmen) oder geschlossen sein (Teilnehmer, die nicht selbst auch Leistungen erbringen, werden nicht akzeptiert). Ein Beispiel für einen offenen generalisierten Tausch sind die Hilfsleistungen im Straßenverkehr. Jeder kann z. B. einen Passanten um Auskunft nach einem Weg bitten. Die Auskunft wird als einseitige Leistung erbracht. Die Rationalität des generalisierten Tausches besteht darin, dass jeder, der der Hilfe bedarf, sie erhält und darauf vertrauen kann.

#### Rationale Abwägung zwischen Selbstinteressen und den Interessen anderer
Ein Modell solcher Abwägung hat der Vertreter der Theorie der rationalen Entscheidung Howard Margolis vorgelegt.
Das Modell geht davon aus, dass neben egoistischen Präferenzen (Interessen, Motiven) altruistische Präferenzen bestehen. Die Herkunft solcher altruistischer Präferenzen ist nicht Gegenstand der Untersuchung, sondern die Frage ist, wie es um die Rationalität des Verhältnisses zwischen der Verfolgung eigener Interessen und der anderer bestellt ist.
Gegeben sei eine Gewichtung, die bei jedem Menschen verschieden ist, wird eine Ressource, z. B. ein Geldbetrag, oder Zeit, so eingesetzt, dass der größte marginale Nutzen entsteht, entweder für die eigenen Interessen, oder für die anderer. Je mehr ich mit meinem Geld meine eigenen Interessen bediene, desto geringer ist der marginale Nutzen einer weiteren Geldeinheit für mich. Je mehr Geld ich andererseits schon altruistisch, etwa als Spende, gegeben habe, desto geringer ist der subjektive marginale Nutzen einer weiteren Geldeinheit für die Allgemeinheit. Das Gleichgewicht ist dort, wo der egoistische und der altruistische Nutzen einer weiteren Geldeinheit den gleichen Wert haben.
Andere RC-Modelle (von rational choice, Theorie der rationalen Entscheidung) versuchen – sofern sie nicht von vornherein Altruismus als irrational oder arational ausschließen und damit Altruismus als durch das Modell nicht fassbar ansehen – Egoismus und Altruismus in eine einzige egozentrische Nutzenfunktion zu integrieren. Ein generelles Problem aller RC-Modelle ist es, Altruismus als anerkanntes Phänomen so im Modell abzubilden, dass das nicht einer Eliminierung des Altruismus gleichkommt. Ein Vorwurf an bestimmte Varianten von RC-Theorien ist häufig, sie würden Altruismus wegerklären, indem sie ihn auf Egoismus reduzieren. Altruismus wird dann als Klugheitsaltruismus verstanden.

#### Pareto-Altruismus
Das Pareto-Kriterium führte Vilfredo Pareto in die Ökonomie ein. Es besagt: Ein Zustand ist einem anderen vorzuziehen, wenn durch eine Veränderung der Verteilung der Güter oder der Produktionsfaktoren mindestens ein Konsument besser gestellt und kein anderer Konsument schlechter gestellt wird.
Entsprechend diesem Kriterium sind altruistische Handlungen möglich, die mit keinem Opfer verbunden sind. Ein Beispiel: Mein Besuch bittet mich, ihn noch zur Bushaltestelle zu begleiten. Da ich ohnehin noch einen Spaziergang später am Abend machen wollte, willige ich ein, denn das Vorziehen des Spaziergangs macht für mich keinen Unterschied. Solche Handlungen sind im Alltag recht häufig, obwohl sie als altruistisch meist nicht weiter auffallen. Umgekehrt ist es genauso möglich, egoistische Interessen so zu verfolgen, dass anderen oder der Allgemeinheit dadurch kein Schaden entsteht. Diese Rücksichtnahme ist gleichfalls sehr häufig und kann unter das altruistische Handeln gerechnet werden.

#### Utilitarismus
Ein altruistisches Handeln, das auf die Verbesserung (Maximierung) des Gesamtwohls der Menschheit (oder partikularen Einheiten von ihr), eventuell auch unter Einbezug anderer Lebewesen, zielt, kann nur eingeschränkt als rational bezeichnet werden, da eine vollständige Kalkulation der Handlungsfolgen nicht möglich ist, sofern diese Kalkulation verlangt wird. Im kleineren überschaubaren Rahmen ist dies jedoch manchmal möglich und wird auch versucht. Utilitaristisches Handeln ist der Intention nach rational,
ohne dass es möglich wäre, eine konkrete Handlung als rational im Hinblick auf die Maximierung des Wohls oder Glücks der Begünstigten auszuweisen.
Ein Beispiel soll das Grundprinzip der utilitaristischen Rationalität erläutern. Nehmen wir an, ich habe einen Geldbetrag übrig und möchte ihn nach Afrika spenden. Ich kann mich dann erkundigen, wie die verschiedenen Hilfsorganisationen ihre Gelder verwenden und wie die Qualität ihrer Arbeit ist. Ich spende dann an diejenige Hilfsorganisation, von der ich glaube, dass sie die Spende am effektivsten einsetzt und daher meine Spende den größtmöglichen „Glücks“-Effekt hat.
Ein vollständiges utilitaristisches Kalkül würde auch die eigenen Interessen mit einbeziehen, also im obigen Beispiel auch berücksichtigen, ob das Gesamtwohl der Menschheit nicht noch eine größere Förderung erhielte, wenn etwa der Betrag der Spende verringert wird und mit dem übrigen Betrag Eigeninteressen verfolgt werden. Ein solches Kalkül gerät typisch in schwere Schlagseite, weil Menschen dabei einem Bias zu Gunsten ihrer eigenen Interessen erliegen.

### Selbstverwirklichungs-Altruismus
Individualismus und Selbstverwirklichung schließen Altruismus nicht aus. Die altruistische Einstellung und entsprechendes Handeln kann wesentlicher Bestandteil des Selbstverwirklichungsstrebens sein. Altruismus ist dann Ausdruck des Selbst, das sich mit anderen Menschen verbunden weiß. Individualistischer Altruismus ist freiwillig, als Ausdruck, Bestätigung oder Gestaltung des Selbst gewollt, ohne Nötigung durch soziale und moralische Normen.
Das kann zum Beispiel dann gegeben sein, wenn sich ein Mensch ehrenamtlich für karitative Zwecke engagiert oder in einer Hilfsorganisation wie der Freiwilligen Feuerwehr unentgeltlich seinen Mitmenschen hilft, selbst wenn er dafür um zwei Uhr nachts aus dem Bett muss, um einen Brand zu bekämpfen.

### Pathologischer Altruismus
Wenn übermäßiger Altruismus schädliche Folgen hat, wird er seit 2012 als pathologischer Altruismus (krankhafte Nächstenliebe) bezeichnet. Demnach kann pathologischer Altruismus aufgefasst werden als ein Verhalten, bei dem die Absicht, anderen zu helfen, stattdessen zu Schäden führt, die ein außenstehender Beobachter – rational betrachtet – als vorhersehbar einschätzen würde. Die Schäden können dabei die Person oder Gruppe betreffen, der man helfen wollte, aber auch andere Personen oder Gruppen sowie die vermeintlich helfende Person selbst.
Die evolutionsbiologische Grundlage liege in dem Zusammentreffen von angeborenem Fürsorgeverhalten und fehlender oder mangelnder Information über seine möglicherweise schädlichen Folgen. Ein klassisches Beispiel sei die Brutpflege von Nestparasiten (Kuckucksvögeln). Ein anderes klassisches Beispiel seien die negativen Folgen gut gemeinter „Entwicklungshilfe“, insbesondere in Afrika.
Die medizinischen Risiken von übermäßigem Altruismus für die helfende Person selbst sind Erschöpfung (Burn-out), Schuldgefühle, Schamgefühle, Angst und Depression.

## Die Erforschung des Altruismus in den Wissenschaften
Altruismus ist unter anderem Forschungsgegenstand der Verhaltensbiologie (speziell der Soziobiologie), der Sozialpsychologie, der Philosophie und zunehmend auch der Wirtschaftswissenschaften.

### Philosophische Ethik, Moral- und Sozialphilosophie
Die Unterscheidung zwischen Ethik und Moral oder Moralphilosophie ist umstritten. Für das Thema Altruismus scheint es sinnvoll, folgende Differenzierung zu machen. Das ethische Handeln ist bewusst um seine Qualität als gut oder richtig besorgt, jedenfalls solange es noch nicht in Gewohnheitshandeln oder Handeln nach gewonnenen Überzeugungen übergegangen ist. So ist etwa das Handeln für das Wohl von Tieren meist von ethischem Charakter. Die moralische Komponente hingegen fehlt typischerweise, denn diese beruht auf dem Geltungscharakter der Güte oder Richtigkeit von Handlungen. Vegetarismus aber z. B. hat jedenfalls in unserer Kultur diesen Geltungscharakter nicht. Mit dem ethischen Handeln kann jedoch ein Geltungsanspruch verbunden sein. Das moralische Handeln hingegen beruht ganz wesentlich auf solcher Geltung des Guten oder Richtigen. So gibt es eine ganz selbstverständliche Zuwendung der älteren Generationen zu den Kindern im Allgemeinen. Ein entsprechendes Handeln muss nicht erst noch ethisch qualifiziert sein. (Ein erwachsener Mensch braucht nicht darüber nachzudenken, ob es richtig oder gut ist, ein Kind, das Angst hat, über die Straße zu gehen, an die Hand zu nehmen.) Moralische Geltung enthält das Potential, in Rechtsgesetze überzugehen. Dies ist z. B. bei den Tierschutzgesetzen der Fall: ein ursprünglich ethisches Verhalten gegenüber Tieren erlangte allgemeine Geltung und hat inzwischen moralischen Charakter.
Im Folgenden werden einige der wichtigsten Ethiken kurz vorgestellt, soweit sie Altruismus (oft nicht unter Verwendung dieses Wortes) zum Gegenstand haben. Wenn zwar die meisten Ethiker Altruismus im Allgemeinen für „besser“ halten als Egoismus, so darf doch nicht übersehen werden, dass es auch Ethiken gibt, die den Egoismus vertreten. Der wohl bekannteste Vertreter eines ethischen Egoismus ist Nietzsche.
Eine große Kritikerin des philosophischen Altruismus ist die Philosophin und Schriftstellerin Ayn Rand, welche mit ihrer Philosophie des Objektivismus den Altruismus als eine moralische Doktrin, die Selbstlosigkeit und Selbstopferung als höchste Tugenden preist und das Wohl eines Kollektivs über das eigene stellt und wird als eine selbst-destruktive Idee abgelehnt, welche jegliche Form der Selbstinteresse und entsprechend der Selbsterhaltung widerspricht. In ihren philosophischen Romanen wie Anthem, The Fountainhead und Atlas Shrugged sowie nicht-fiktionale Werke stellt sie den Zusammenhang zwischen altruistischen Ideen für die Rechtfertigung von totalitären Staaten und Ideologien her.
Der ethische Egoismus ist nicht zu verwechseln mit Bemühungen, den Notwendigkeiten des Selbsterhalt, einem „wohlverstandenen“ oder „berechtigten“ Eigeninteresse, einem gewissen „gesunden“ Egoismus Gewicht zu geben, um überzogene altruistische Neigungen, (An-)Forderungen oder (Selbst-)Ansprüche (z. B. Helfersyndrom), zu kompensieren.

### Evolutionsbiologie
In der Evolutionsbiologie wird der Begriff Altruismus gegenüber dem allgemeinen Sprachgebrauch abweichend definiert. Altruistisches Verhalten ist in diesem Zusammenhang jedes, das ein anderes Individuum begünstigt und das mit irgendwelchen Nachteilen oder Kosten für den Handelnden verbunden ist. Im modernen Sinn ist es in die biologische Theorie durch den Zoologen und Genetiker William D. Hamilton im Jahr 1964 eingeführt worden. Altruismus im evolutionsbiologischen Sinn ist vollkommen unabhängig von den Motiven des Handelnden. Insbesondere wird mit dem Begriff Altruismus auch kein absichtliches Handeln verbunden.
Die Existenz von altruistischem Verhalten in der Natur stellt ein Problem für die Evolutionstheorie dar, wie bereits Charles Darwin selbst erkannt hatte. Die natürliche Selektion begünstigt jedes Merkmal, das den Fortpflanzungserfolg seines Trägers steigert, und ist gegen jedes Merkmal gerichtet, das diesen benachteiligt. Als Eigenschaft des jeweiligen Merkmalsträgers aufgefasst, wird dies mit dem Fachausdruck Fitness beschrieben. Altruistisches Verhalten vermindert aber (schon definitionsgemäß), zumindest zunächst, die Fitness desjenigen, der sich so verhält, da es ja mit Kosten verbunden ist; es erhöht dagegen die Fitness eines anderen Individuums. Also müsste ein nicht altruistisch handelndes Individuum selbst höhere Fitness besitzen, das bedeutet, im Mittel mehr Nachkommen erzeugen können als ein Altruist. Altruismus müsste also von der natürlichen Selektion ausgemerzt werden, sobald er entsteht. Damit Altruismus existieren kann, muss, wenn die Evolutionstheorie korrekt ist, letztlich durch altruistisches Verhalten doch die Nachkommenzahl gegenüber egoistischem Verhalten gesteigert werden. Wäre dies nicht der Fall, wäre sie widerlegt. Die Erklärung von Altruismus gilt dabei als ein Schlüssel für Sozialverhalten generell, da dieses häufig mutualistisch ist; das bedeutet, dass sich Individuen gegenseitig durch altruistisches Handeln begünstigen. Die Evolutionstheorie hat verschiedene Modelle entwickelt, die für die Erklärung altruistischen Verhaltens herangezogen werden. Es handelt sich dabei um ein aktives Forschungsfeld, auf dem nach wie vor verschiedene Theorien miteinander konkurrieren.
Entscheidend für die evolutionsbiologische Erklärung altruistischen Verhaltens ist also, dass es letztlich nicht wirklich selbstlos sein darf, sondern in irgendeiner Weise den Fortpflanzungserfolg erhöhen muss. Um diesen Sachverhalt gegenüber dem normalen Sprachgebrauch zu betonen, haben einige Biologen vorgeschlagen, andere Begriffe für das Verhalten zu verwenden, zum Beispiel Reziprozität, (sozialer) Donorismus, Nepotismus; diese haben sich aber letztlich nicht durchgesetzt.
- Reziproker Altruismus

Reziproker Altruismus liegt vor, wenn altruistisches Verhalten auf der Basis von Gegenseitigkeit „zurückgezahlt“ wird. Vor allem von höheren Primaten einschließlich des Menschen ist dieses Phänomen des reziproken Altruismus bekannt. Wie jeder biologische Altruismus ist er zunächst mit Kosten (also Nachteilen beim Reproduktionserfolg) verbunden, die sich aber später letztlich irgendwie „auszahlen“. Die Theorie des reziproken Altruismus wurde vor allem von Robert Trivers Anfang der 1970er Jahre in die Forschung eingeführt. Sie beruht auf Generalisierungen der Spieltheorie. Dabei wurden verschiedene Varianten vorgeschlagen:
- - Indirekte Reziprozität

Indirekte Reziprozität ist eine Theorie, welche die Evolution durch natürliche Selektion von altruistischem Verhalten gegenüber einem nichtverwandten Individuum erklären soll, wenn dieses Verhalten durch dasselbe Individuum nicht erwidert wird.
- - Starke Reziprozität

Starke Reziprozität bezeichnet altruistisches Belohnen kooperativen Verhaltens und altruistisches Bestrafen unkooperativen Verhaltens. Sie setzt individuelles Wiedererkennen voraus und wird daher vor allem im Zusammenhang mit menschlichem Verhalten diskutiert.
- Gruppenselektion

Gruppenselektion liegt vor, wenn Individuen, die der Gruppe angehören, zum Nutzen der Gruppe eigene Nachteile in Kauf nehmen, diese aber durch den relativen Vorteil der erfolgreicheren Gruppe gegenüber anderen Gruppen letztlich übertroffen werden. Die Theorie der Gruppenselektion wurde zunächst durch Vero Wynne-Edwards Anfang der 1960er Jahre entwickelt. Durch die Kritik von William D. Hamilton galt die Theorie längere Zeit als völlig überholt. In den 2000er Jahren wurde sie in Form der Multilevel-Selektion durch David Sloan Wilson wiederbelebt und später durch Martin A. Nowak, Corina E. Tarnita und Edward O. Wilson auf neuer Basis mathematisch ausgearbeitet. Auch die neuere Theorie ist hoch umstritten. Viele Biologen vertreten den Standpunkt, dass sie sich in der Sache nicht von der inklusiven Fitnesstheorie unterscheidet, sondern lediglich denselben Sachverhalt mathematisch anders aufbereitet. Die mathematische Äquivalenz wird oft auf Basis der Price-Gleichung hergeleitet.
- Inklusive Fitness und Verwandtenselektion

Nach der Theorie der inklusiven Fitness, ausgearbeitet von William D. Hamilton, kann sich altruistisches Verhalten mit eigenen Reproduktionsnachteilen auf Kosten anderer evolutionär durchsetzen, wenn dadurch in der Population die Frequenz eines Gens, das diesen Altruismus hervorbringt, dadurch ansteigt, dass mehr Artgenossen überleben, die dieses Gen ebenfalls tragen. Da Individuen mit ihrem Tod zugrunde gehen, ist alles, was tatsächlich an die nächste Generation weitergegeben wird, die Gene, so dass es dabei nicht auf den Erfolg der Individuen, sondern auf denjenigen der Gene ankommt. Diese gen-zentrierte Sichtweise popularisierte Richard Dawkins durch sein Sprachbild des „egoistischen Gens“. Zu diesem Effekt kann es besonders leicht kommen, wenn die altruistisch begünstigten Individuen eng verwandt mit dem Helfer sind. Der Evolutionsbiologe John Maynard Smith führte dafür den Begriff „Verwandtenselektion“ (engl. kin selection) ein. Beide Konzepte sind verwandt, aber nicht deckungsgleich. Es kann sowohl Verwandtenselektion geben, die nicht auf indirekten Fitnesseffekten beruht, wie auch indirekte Fitnesseffekte, die nicht über Verwandtenselektion realisiert werden.

### Sozialpsychologie
Im Zuge der Entwicklung der Psychologie zu einer empirischen Wissenschaft wurden unscharfe Begriffe wie Hilfsbereitschaft, Altruismus usw. vom leichter operationalisierbaren Begriff prosoziales Verhalten abgelöst. Allerdings erfolgt dabei die erhöhte Klarheit des Begriffs auf Kosten des Begriffsumfangs. Mit prosozialem Verhalten ist relativ eindeutiges, beobachtbares Verhalten gemeint, das für die Mitmenschen unternommen wird oder sich an deren Wohlergehen orientiert, z. B. und in erster Linie Hilfsverhalten. Hilfsbereitschaft als Einstellung oder Mitleid als Motiv zu helfen sind dabei keine Bestandteile des Begriffs des prosozialen Verhaltens mehr. Die Bezeichnung Altruismus (meist dann in dem üblichen, weiteren Sinne, mit Einbezug der Motive etc.) hat sich daneben jedoch weiter behaupten können, zum Teil werden „Altruismus“ und „prosoziales Verhalten“ auch synonym verwendet.
Zwar konnten gewisse Zusammenhänge zwischen prosozialem Verhalten und einigen Persönlichkeitseigenschaften wie Empathiefähigkeit gefunden werden, jedoch keine „altruistische Persönlichkeit“; im Gegenteil zeigte sich immer wieder der starke Einfluss situativer Merkmale. In der klassischen Studie von Hartshorne und May (1929) an 10.000 Grund- und Highschool-Schülern variierte das prosoziale Verhalten von Situation zu Situation.
Darley und Batson (1973) legten einen scheinbar verletzten Menschen an die Straßenseite und beobachteten das Hilfsverhalten von Theologiestudenten, die zu einem Seminar gingen. Selbst wenn sie im Seminar über das Thema Der barmherzige Samariter zu referieren hatten, hatte Zeitdruck einen viel größeren Einfluss auf das Hilfeverhalten. Von den Studenten, die unter Zeitdruck gesetzt wurden, halfen dem „Opfer“ nur vier Prozent; jene, die unter keinem Zeitdruck standen, zu 63 %.
Ein weiterer Faktor ist die Stimmung, in der sich jemand gerade befindet. Isen und Levin (1972) manipulierten diese Variable, indem sie eine Münze ins Rückgabefach eines öffentlichen Telefons legten. Von denen, die eine Münze fanden, halfen 84 % einem Mann, der einen Stapel Papiere verloren hatte, aber nur vier Prozent der anderen. Schuldgefühle fördern ebenfalls prosoziales Verhalten: Katholiken spenden mehr Geld vor der Beichte als danach.
Ein Experiment von Amato zeigte einen Zusammenhang zwischen Altruismus und der Bevölkerungsdichte: In Kleinstädten halfen 50 % der Passanten einem Verletzten, in Großstädten nur 15 %. Milgram erklärt diesen oft replizierten und interkulturell gültigen Befund mit der Urban-Overload-Hypothese: Ständige Reizüberflutung führt zu einem inneren Rückzug; in reizarmer Umgebung helfen Großstädter genau so oft wie Kleinstädter.
Geschlechtsunterschiede – Frauen zeigen eher langfristig angelegtes prosoziales Verhalten (z. B. Pflege nahestehender Personen), Männer eher einmalige „Heldentaten“ (z. B. als Feuerwehrmänner) – gehen auf geschlechtsspezifische soziale Normen zurück.
Zusätzlich zu den bereits dargestellten evolutionspsychologischen Erklärungen für prosoziales Verhalten (Überleben durch Kooperation, Verwandtenselektion, Reziprozitätsnorm) äußerte Herbert A. Simon die Überlegung, dass das Befolgen von sozialen Normen, zu denen prosoziales Verhalten gehört, ebenfalls einen Selektionsvorteil habe, dass also Altruismus genetisch programmiert sei.
Nach den Theorien des sozialen Austauschs, siehe als Beispiel das Kosten-Nutzen-Modell von Piliavin, sind ökonomische Überlegungen das Motiv für prosoziales Handeln: Ein Individuum zeigt Altruismus, wenn der erwartete Nutzen höher ist als der Aufwand.
Relativiert wird diese Auffassung durch die Empathie-Altruismus-Hypothese des Psychologen und Theologen C. Daniel Batson (1991). Er fand, dass geringe Kosten keinen Einfluss auf das Verhalten haben, falls jemand Empathie mit der hilfebedürftigen Person empfindet. Disstress durch Mit-Leiden wird vermindert, indem das zugrundeliegende Leiden vermindert wird.
Als Erklärungsalternative zum Empathie-Altruismus sind von einer Forschergruppe um Cialdini Experimente und Interpretationen zum self-other-merging (oneness) vorgestellt worden. Hilfeverhalten würde höher mit kognitiver Identifikation mit dem Hilfsbedürftigen als mit emotionaler Empathie korrelieren. Mit der Identifikation wird das Selbst des Helfenden gewissermaßen ausgeweitet und umfasst den Hilfsbedürftigen mit. Cialdini will mit dieser Theorie und entsprechenden empirischen Belegen auch gegen die Empathie-Altruismus-Hypothese die Grundannahme des psychologischen Egoismus retten, denn Self-Other-Merging, Oneness, bedeutet ja, dass das Individuum, das dem anderen hilft, dabei im Grunde sich selbst hilft. Die fürsorgliche Zuwendung und Liebe der Mutter zu ihrem Neugeborenen wäre dann letztlich nicht auf das Kind als ein getrenntes Wesen gerichtet, sondern auf das Kind, das mit der Mutter eine Einheit bildet, wobei die Zuwendung zum Kind dann analog zu verstehen ist wie etwa, den eigenen knurrenden Magen zu versorgen. Allerdings sträubt sich das Phänomen der Mutterliebe gegen solche theoretische Spitzfindigkeit, es auf Egoismus zu reduzieren. Das wird das Altruismusparadox genannt. Wenn man die Phänomene des Self-Other-Merging reduktiv erklärt, ergibt die Anwendung des Begriffspaars Egoismus-Altruismus keinen Sinn mehr.
Mit dem vorstehenden ist der Mainstream sozialpsychologischer Altruismusforschung gekennzeichnet, der experimentelle Methoden nach dem Vorbild der Naturwissenschaften anwendet. Die Sozialpsychologie hat eine große Fülle von Daten und Theorien hervorgebracht, welche Ursachen, Bedingungen oder Faktoren das prosoziale Verhalten beeinflussen. Einen umfassenden Überblick über die Forschung gibt die Monographie von Schroeder u. a. Daneben gibt es andere Richtungen sozialpsychologischen Forschens. So ist etwa Erich Fromm, der gewichtige Beiträge zur Altruismusforschung geleistet hat, dem Paradigma der Psychoanalyse zuzuordnen.

### Soziologie und allgemeine Sozialwissenschaft
- Unterscheidung zweier soziologisch relevanter Typen altruistischen Handelns

Der von Auguste Comte geprägte Terminus Altruismus hat in der Soziologie keinen großen Widerhall gefunden. Comte vertrat den moralischen Altruismus, der als Gegengewicht gegen die durch die Marktwirtschaft entfesselten egoistischen Antriebe Platz greifen müsse, um die Gesellschaft lebensfähig zu erhalten.
Soweit es um diesen moralischen Altruismus geht, spricht man in der Soziologie von moralischem Handeln, eine besondere Form des normenorientierten Handelns, das sich an den Erwartungen der Mitmenschen orientiert und das ein Hauptgegenstand der soziologischen Untersuchungen ist. Ein normenorientiertes Handeln ist jedoch nicht mit altruistischem Handeln gleichzusetzen, denn es gibt auch die Norm, egoistisch zu handeln, vornehmlich im Wirtschaftsleben.
In neuerer Zeit hat das Wort Altruismus in der Soziologie jedoch eine Wiederbelebung erfahren, und zwar durch den Einfluss der RC-Theorien. Dabei hat sich jedoch die Bedeutung des Begriffs gewandelt. Nicht mehr wie Comte versteht man darunter moralisches Handeln noch Handeln nach einer Norm, sondern Handlungen, die auf das Wohl anderer gerichtet sind, ohne dabei gesollt zu sein, also freiwilligen Charakter haben und aus Sympathie erfolgen.
Diese Unterscheidung zwischen altruistischem und moralischem Handeln geht auf den „Apfel-Test“, den der Ökonom und RC-Theoretiker Amartya K. Sen in seinem berühmten Aufsatz „Rational Fools“ zur Unterscheidung zweier, an anderen Menschen orientierten Typen des Handelns (other-regard) durchzuführen vorgeschlagen hat, zurück:
Ego hat zwei Äpfel in der Hand: Einen großen und einen kleinen. Er bietet Alter an, einen der Äpfel zu wählen. Nimmt jetzt Alter den großen Apfel und empört sich Ego darüber („Das tut man nicht“), so wurde eine Norm verletzt. Alter hat die Norm missachtet, indem er den großen Apfel nahm, und wird von Ego dafür mit einer beleidigten Miene abgestraft. Wenn jedoch Ego den großen Apfel freudig hingibt und gerne sich mit dem kleinen zufriedengibt, dann handelt es sich um eine Handlung, die aus sympathischem Altruismus erfolgt ist.
Jedoch hat die Zuordnung des Wortes Altruismus zu diesem freiwilligen, meist aus Sympathie erfolgenden Handeln, in Abgrenzung zum moralischen Handeln, keine allgemeine Zustimmung gefunden, indem einige Wissenschaftler den Terminus Altruismus, wie Comte das vorgesehen hatte, auf moralisches Handeln allein angewendet wissen wollen. Die Unterscheidung zwischen diesen beiden Typen des Handelns ist jedoch unumstritten und hat allgemeinen Beifall gefunden.
Das bedeutet jedoch nicht, dass es immer leicht wäre, ein gegebenes Handeln, das um anderer willen geschieht, einem der Typen zuzuordnen. Comte meinte mit seinem Altruismus Menschenliebe. Liebe ist jedoch eher dem Sympathiealtruismus zuzuordnen. Entscheidend für den normativen Charakter bleibt, dass Liebe oder Altruismus gefordert wird. Es wird z. B. einem Menschen vorgeworfen, dass er lieblos sei. Soweit positive Gefühle, die doch eigentlich nicht erzwungen werden können, und ihr Ausdruck im Handeln erwartet werden und solchen Erwartungen entsprochen wird, ist die Zuordnung zum normativen oder moralischen Altruismus naheliegend. Über diese Widersprüchlichkeit hinaus etwas zu erwarten, was aufgrund seines Charakters eigentlich nur freiwillig oder aus authentischen Gefühlen erfolgen kann, besteht das Problem, dass normative Erwartungen häufig durch Erziehung und Sozialisation internalisiert sind. Man glaubt, man handele nach eigenem Gutdünken oder gäbe seinen edlen Empfindungen nach, während man in Wirklichkeit nur den Erwartungen der Mitmenschen Folge leistet. Welcher Typus dann tatsächlich vorliegt, ist dann sehr schwierig festzustellen.
Trotz solcher typologischen Schwierigkeit ist die Unterscheidung hochbedeutsam, denn aus ihr ergeben sich je ganz unterschiedliche Folgerungen, wenn politische oder sozialreformerische Maßnahmen auf die Verbesserung der Lebensverhältnisse zielen. So glauben etwa die amerikanischen Kommunitaristen nicht daran, dass die Kultur des modernen Individualismus genügend freiwilligen Sympathiealtruismus hervorbringen könne, um die Abschwächung der normativen Kraft gesellschaftlicher Sitten zu kompensieren. So wird z. B. die liberale Einstellung zur Ehescheidung als ein Fehler angesehen. Es müsse durch die Gesellschaft mehr Druck ausgeübt werden, um es den Menschen zu erleichtern, ihren Verpflichtungen gegenüber der Gemeinschaft gerecht werden zu können. (Unter ethischem Gesichtspunkt gibt es das Problem, dass Sympathiealtruismus oft parteilich oder unerwünscht partikular ist. Kant hatte sich dagegen verwahrt, dass Handlungen aus Neigung ethischen Wert haben könnten. Siehe dazu den Abschnitt „Philosophische Ethik, Moral- und Sozialphilosophie“).
Die Unterscheidung des Handelns, das durch Normbefolgung motiviert ist, nach dem Verinnerlichungsgrad der Normen ist nicht zu verwechseln mit der Unterscheidung zwischen intrinsischer und extrinsischer Motivation.
Der Vollständigkeit halber sei erwähnt, dass diese beiden Typen nicht die einzigen sind, weder in der Soziologie noch im Alltagsverständnis, und es gibt auch Mischtypen. Ein solcher Mischtypus ist z. B. der Kavalier.
- Die zwei Forschungsrichtungen der Soziologie

Für die Soziologie ist Altruismus, altruistisches Verhalten oder Handeln entweder das zu erklärende Phänomen, wobei dann irgendeine soziale oder gesellschaftliche Bedingtheit dieses Handelns aufgesucht wird (soziologische Erklärung individuellen Verhaltens oder Handelns, oder sogar Erklärung bestimmter Aspekte der Individualität, der Persönlichkeit des einzelnen (soziale Bedingtheit der Identität)) (z. B. „produziert Kapitalismus Egoisten?“) – oder aber, Altruismus als gegebenes Phänomen (meist typologisch in einem Modell vereinfacht) dient dazu, gesellschaftliche Phänomene, wie Stabilität einer Ordnung, oder sozialer Wandel, wie z. B. Entstehung, Aufrechterhaltung oder Auflösung generalisierten Tausches, zu erklären. Im Folgenden werden einige prominente Forschungsfelder der Soziologie oder allgemeiner der Sozialwissenschaften vorgestellt.
- Judenrettung zur Zeit des NS-Regimes

Der amerikanische Soziologe Samuel P. Oliner, der selbst als jüdisches Kind vor den Nationalsozialisten von Polen versteckt und dadurch gerettet worden ist, war durch diese Erfahrung so beeindruckt, dass er sein Lebenswerk der Erforschung dieser besonderen Art von Altruismus, die sich bei Judenrettern gezeigt hat, gewidmet hat. Oliner spricht von heroischem oder Courage-Altruismus. Die Menschen, die solchen Altruismus zeigen, werden im englischen Sprachraum auch als moral exemplars bezeichnet. Neben den Arbeiten Oliners und anderen sind auch die Forschungen der Politikwissenschaftlerin Kristen Renwick Monroe bekannt geworden. Monroe weist Erklärungsversuche, auch bei solchen Rettungsaktionen habe eine nutzenmaximierende Wahlhandlung stattgefunden, zurück und präferiert eine Theorie, die solche Rettungstätigkeiten als Resultat von sozialer Identität (Verbundenheit, Bezogenheit), moralischer Integrität und Identifikation mit den Opfern (Perspektivenübernahme) ansieht. Der heroische oder Courage-Altruismus, wie ihn Retter z. B. während des Holocaust gezeigt haben, hat eine besondere Ausprägung: Um anderen Menschen zu helfen, wird in manchen Fällen nicht nur das eigene Leben aufs Spiel gesetzt, sondern auch das Leben der eigenen Familien und von Freunden, ohne zuvor um deren Einverständnis nachzusuchen.

### Spieltheoretische Untersuchungen
Das Verhalten von Individuen in einer Population untersucht die Spieltheorie in Spielen der Kategorie „Kooperative n-Personen-Spiele“. Das berühmteste Spiel solcher Art ist das Gefangenendilemma. Komplexere Spiele sind z. B. das Ultimatumspiel und das Diktatorspiel. Das Handeln eines Spielers in einem Spiel wird nicht als egoistisch oder altruistisch, sondern als kooperativ oder nicht-kooperativ bezeichnet. Der typische rationale Spieler ist auf eine Maximierung seines Gewinns aus, und er verhält sich kooperativ, wenn er sich dadurch einen Vorteil verspricht. Ob und wann ein kooperativer Spielzug gemacht wird, hängt von den jeweiligen Spielregeln, der je besonderen Spielsituation und dem Verhalten (oder dem erwarteten Verhalten) der Spielpartner ab.
Die Spieltheorie kann zeigen, wie Spieler aus Eigeninteresse dahin kommen, kooperatives Verhalten zu entwickeln und unter welchen Bedingungen Kooperation als Normalverhalten sich etablieren und erhalten kann und unter welchen Bedingungen Kooperation nicht entsteht oder zurückgeht.
Ein Problem der praktischen Anwendung spieltheoretischer Forschungsergebnisse ist die Künstlichkeit der Modelle, die nicht perfekt abbilden können, wie es im „wirklichen Leben“ zugeht. Als Grundregel gilt auch hier: Modelle gelten dann in einer gegebenen Realität als anwendbar, wenn sich mit ihnen in dieser Realität ausreichend gute Vorhersagen machen lassen.
Die praktische Relevanz ist immer dann gegeben, wenn die Unterstellung rational egoistischen Verhaltens ratsam scheint. Solche Unterstellung ist z. B. selbstverständlich in zwischenstaatlichen Beziehungen. Haben Staaten jedoch nur wenige Handlungsoptionen (z. B. Nordkorea), dann kann die Drohung mit scheinbar irrationalem Verhalten das Spiel verändern. Die Spieltheorie hat daher große Bedeutung für die Friedensforschung.

### Sozialwissenschaft/Philosophie allgemein oder interdisziplinär
- Heinz Harbach: Altruismus und Moral. Westdeutscher Verlag, Opladen 1992, ISBN 3-531-12272-X. (Untersucht, wie die Sozialwissenschaften die Herausforderungen des Altruismusparadox (Anerkennung des Phänomens Altruismus, das aber im Widerspruch zu den theoretischen Grundannahmen einer Theorie oder auch der impliziten Voraussetzung des psychologischen Egoismus steht) bewältigen. Beinhaltet auch eine eindrucksvolle Reihe von Zitaten von Definitionsversuchen.)
- Morton Hunt: Das Rätsel der Nächstenliebe. Der Mensch zwischen Egoismus und Altruismus. Campus Verlag, Frankfurt am Main/New York 1992, ISBN 3-593-34621-4. (zum Einstieg ins Thema geeignet)
- Ellen Frankel Paul, Fred D. Miller, Jr., Jeffery Paul (Hrsg.): Altruism. Cambridge University Press, Cambridge 1993, ISBN 0-521-44759-3. (Aufsätze von Philosophen und Ökonomen über Altruismus)
- Jonathan Seglow (Hrsg.): The Ethics of Altruism. Frank Cass Publishers, Portland 2004, ISBN 0-7146-5594-5. (Aufsätze von Politikwissenschaftlern und Philosophen über Altruismus)
- Ernst Fehr, Urs Fischbacher: The nature of human altruism. In: Nature. 425, 2003, S. 785–791. (Review-Artikel über den Forschungsstand zum Altruismus (Evolutionstheorie und Spieltheorie))
- Analyse & Kritik. Zeitschrift für Sozialtheorie. Bd. 27, H. 1, 2005, ISSN 0171-5860 (Diskussion der Forschungsresultate Ernst Fehrs und Mitarbeiter, insbesondere die Interpretation „altruistischen Bestrafens“ (altruistic punishment) in spieltheoretischen Experimenten als „echten“ Altruismus)
- B. Sharon Byrd (Hrsg.): Themenschwerpunkt: Altruismus und Supererogation = Altruism and supererogation. Duncker und Humblot, Berlin 1999, ISBN 3-428-09770-X. (Jahrbuch für Recht und Ethik, Bd. 6) (Aufsätze von Philosophen und Wissenschaftlern über Altruismus)
- Stephen G. Post u. a. (Hrsg.): Research on Altruism & Love. An Annotated Bibliography of Major Studies in Psychologie, Sociology, Evolutionary Biology & Theology. Templeton Foundation Press, Philadelphia 2003, ISBN 1-932031-32-4.
- Thomas Leon Heck (Hrsg.): Das Prinzip Egoismus. Noûs Verlag, Tübingen 1994, ISBN 3-924249-12-1. (Zahlreiche kleinere Aufsätze zum „Egoismus-Prinzip“, darunter auch die Vorstellung der Auffassungen abendländischer Geistesgrößen von Platon bis heute, zusammengestellt von einem wohlwollenden Zyniker)
- Pearl M. Oliner u. a. (Hrsg.): Embracing the other. Philosophical, Psychological, and Historical Perspectives on Altruism. New York University Press, New York 1992, ISBN 0-8147-6175-5. (20 Aufsätze aus Philosophie und Wissenschaft über Altruismus)
- David Sloan Wilson: Does Altruism Exist? Culture, Genes, and the Welfare of Others. Yale University Press, 2015, ISBN 978-0-300-18949-0 (Druck), ISBN 978-0-300-20675-3 (E-Book).

### Philosophie
- Christoph Lumer: Rationaler Altruismus. Eine prudentielle Theorie der Rationalität und des Altruismus. Universitätsverlag Rasch, Osnabrück 2000, ISBN 3-934005-55-1. (schwierig und lesenswert, siehe dazu oben im Text)
- Christoph Lumer: Altruismus/Egoismus. In: Jordan, Nimtz (Hrsg.): Lexikon Philosophie: hundert Grundbegriffe. Stuttgart, Reclam 2009, S. 21–23. (einfach)
- Thomas Nagel: Die Möglichkeit des Altruismus. Philo Verlagsgesellschaft, Berlin 2005, ISBN 3-8257-0066-6.
- Thomas Nagel: Der Blick von Nirgendwo. Suhrkamp, Frankfurt am Main 1992, ISBN 3-518-58116-3. (hier revidiert Nagel teilweise Auffassungen, die er in dem Buch Die Möglichkeit des Altruismus vertreten hat. Die Untersuchungen Nagels dienen vielen Philosophen als Diskussionsgrundlage)
- Donald L. M. Baxter: Altruism, Grief, and Identity. In: Philosophy and Phenomenological Research. Jg. 70, H. 2, 2005, S. 371–383.

### Spieltheorie und RC-Theorie
- Howard Margolis: Selfishness, Altruism, and Rationality. A Theory of Social Choice. University of Chicago Press, Chicago 1982, ISBN 0-226-50524-3. (siehe dazu oben im Text)
- Nobuyuki Takahashi: The Emergence of Generalized Exchange. In: American Journal of Sociology. Jg. 105, H. 4, 2000, S. 1105–1134. (ein Versuch, die Entstehung generalisierten Tausches bei methodologischer Voraussetzung rationaler Egoisten (die allerdings jeweils nach einer subjektiven Fairnessnorm handeln) verständlich zu machen)
- Amartya K. Sen: Rational Fools. A Critique of the Behavioral Foundations of Economic Theory. In: Jane J. Mansbridge (Hrsg.): Beyond Self-Interest. Chicago/London 1978.
- Stefano Zamagni (Hrsg.): The Economics of Altruism. Edward Elgar Publishing, Brookfield 1995, ISBN 1-85278-953-0. (The International Library of Critical Writings in Economics; Jg. 48)

### Sozialpsychologie, Psychologie
- E. Aronson, T. D. Wilson, R. M. Akert: Sozialpsychologie. 6. Auflage. Pearson Studium, 2008, ISBN 978-3-8273-7359-5, Kapitel 11: Prosoziales Verhalten: Warum Menschen helfen.
- C. Daniel Batson: The altruism question. Toward a social-psychological answer. Erlbaum, Hillsdale NJ 1991, ISBN 0-8058-0245-2. (Historischer Überblick zum Thema Altruismus, Darstellung der Empathie-Altruismus-Hypothese, Forschungsergebnisse zur Stützung der Hypothese)
- C. Daniel Batson: Self-Other Merging and the Empathy-Altruism Hypothesis – Reply to Neuberg et al. In: Journal of Personality and Social Psychology. Bd. 73, Nr. 3, 1997, S. 517–522.
- Hans Werner Bierhoff, Leo Montada (Hrsg.): Altruismus. Bedingungen der Hilfsbereitschaft. Verlag für Psychologie Hogrefe, Göttingen/Toronto/Zürich 1988, ISBN 3-8017-0253-7.
- Hans Werner Bierhoff: Prosoziales Verhalten. In: Wolfgang Stroebe (Hrsg.): Sozialpsychologie. Eine Einführung. 4. Auflage. Springer, Berlin 2002, ISBN 3-540-42063-0, S. 319–354.
- Erich Fromm: Die Kunst des Liebens. 61. Auflage. Ullstein, Berlin 2005, ISBN 3-548-36784-4.
- J. K. Maner u. a.: The Effects of Perspective Taking on Motivations for Helping – Still No Evidence for Altruism. In: Personality and Social Psychology Bulletin. Jg. 28, H. 11, 2002, S. 1601–1610. (Maner u. a. verstehen Self-Other-Merging (Perspective Taking) als aus dem psychologischen Egoismus folgend und glauben deshalb, Batsons Empathie-Altruismus-Hypothese (Altruismus aus Empathie als „wahrer“ Altruismus) widerlegt zu haben.)
- Steven L. Neuberg u. a.: Does Empathy lead to Anything More Than Superficial Helping? Comment on Batson et al. In: Journal of Personality and Social Psychology. Jg. 73, H. 3, 1997, S. 510–516.
- David A. Schroeder u. a.: The psychology of helping and altruism. McGraw-Hill, New York 1995, ISBN 0-07-055611-3. (Zum Thema Altruismus und Self-Other-Merging vgl. auch den Artikel von Baxter (Lit. Angabe unter Philosophie))

### Evolutionsbiologie
- Robert Axelrod: Die Evolution der Kooperation. Oldenbourg, München 2005.
- E. Fehr, U. Fischbacher: The nature of human altruism. In: Nature. 2003. H. 425, S. 785–791.
- Pjotr Alexejewitsch Kropotkin: Gegenseitige Hilfe in der Tier- und Menschenwelt. Ullstein, Frankfurt am Main/Berlin/Wien 1976, ISBN 3-548-03225-7.
- Matt Ridley: Die Biologie der Tugend. Warum es sich lohnt, gut zu sein. Ullstein, Berlin 1997, ISBN 3-550-06953-7.
- Robert Trivers: The evolution of reciprocal altruism. In: Quarterly Review of Biology. Jg. 46, 1971, S. 189–226.
- Robert Trivers: Social Evolution. Benjamin/Cummings, Menlo Park (Kalifornien) 1985.
- Eckart Voland: Die Natur des Menschen. Grundkurs Soziobiologie. Beck, München 2007.